# Margot Păcurariu-Boteanu
Margot Păcurariu-Boteanu (n.  ?) a fost o actriță de teatru română, distinsă cu titlul de artist emerit.

## Distincții
- titlul de Artist Emerit al Republicii Populare Romîne (18 noiembrie 1955) „cu prilejul sărbătoririi centenarului Teatrului Național din Craiova”[1]